# Casimir de Candolle

Stemma della famiglia Caldora o de Candolle

Anne Casimir Pyrame de Candolle (Ginevra, 20 febbraio 1836 – Chêne-Bougeries, 3 ottobre 1918) è stato un botanico svizzero.

## Biografia
Figlio del botanico Alphonse de Candolle e di Jeanne-Victoire-Laure Kunkler, studiò chimica, fisica e matematica a Parigi (1853-1857), passando poi del tempo in Inghilterra, dove incontrò il botanico Miles Joseph Berkeley. Nel 1859 visitò l'Algeria e durante l'anno successivo continuò la sua formazione a Berlino. In seguito tornò a Ginevra lavorando come assistente di suo padre. Sposò il 27 agosto 1863 Anna-Mathilde Marcet, che gli diede quattro figli: Raymond Charles (1864-1935), Florence Pauline Lucienne (1865-1943), Richard Émile Augustin (1868-1920) e Reyne Marguerite (1876-1958).
Nel campo della sistematica delle piante usò criteri come la struttura dello stelo e/o la disposizione delle foglie come base di criteri anatomici. Come fisiologo vegetale condusse indagini sul movimento delle foglie, sull'arricciamento dei viticci, sull'effetto delle basse temperature sulla germinazione dei semi e sull'influenza delle radiazioni ultraviolette sulla formazione dei fiori. Era particolarmente interessato alla famiglia botanica delle Piperaceae. Continuò inoltre a lavorare su Monographiæ phanerogamarum, un progetto iniziato da suo padre; fu anche co-editore dell'Archives des sciences physiques et naturelles, a Ginevra.
Conseguì lauree honoris causa presso le università di Rostock, Ginevra, Aberdeen e Uppsala.

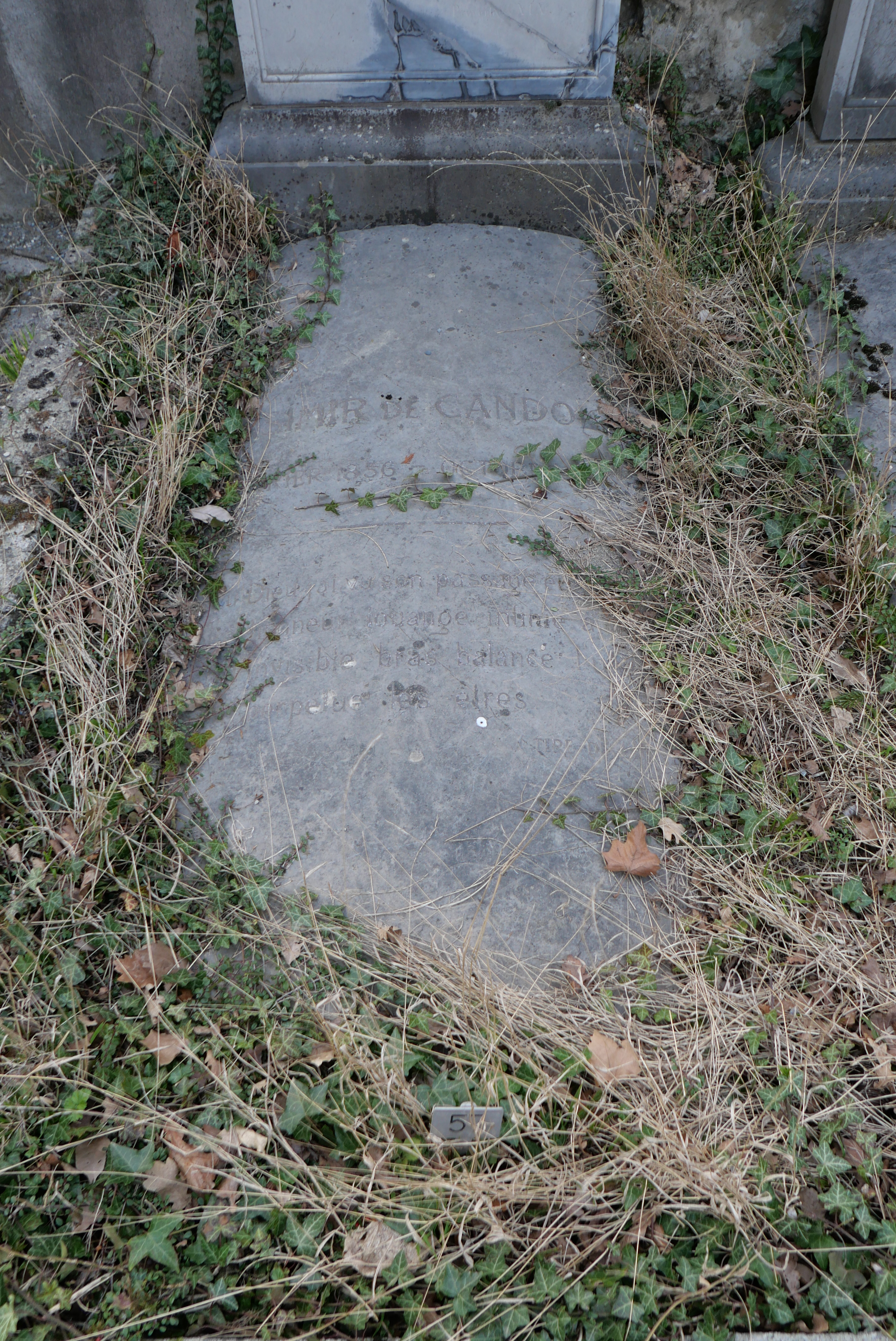
Tomba di Casimir de Candolle nel cimitero di Chêne-Bougeries

## Ascendenza
|                                 |   |                             | Genitori       |  |  | Nonni |  |  | Bisnonni             |  |  | Trisnonni           |  |
|                                 |   |                             |                |  |  |       |  |  | Augustin de Candolle |  |  | Abraham de Candolle |  |
|                                 |   |                             |                |  |  |       |  |  | Augustin de Candolle |  |  | Abraham de Candolle |  |
|                                 |   | Michée Bernardin            |                |  |  |       |  |  | Augustin de Candolle |  |  |                     |  |
| Augustin Pyrame de Candolle     |   |                             |                |  |  |       |  |  | Augustin de Candolle |  |  |                     |  |
|                                 |   | Louise-Éléonore Brière      | Jacques Brière |  |  |       |  |  |                      |  |  |                     |  |
|                                 |   | Louise-Éléonore Brière      | Jacques Brière |  |  |       |  |  |                      |  |  |                     |  |
|                                 |   | Louise-Éléonore Brière      | Sara Le Fort   |  |  |       |  |  |                      |  |  |                     |  |
| Alphonse de Candolle            |   | Louise-Éléonore Brière      |                |  |  |       |  |  |                      |  |  |                     |  |
|                                 |   | Pierre Torras               | ?              |  |  |       |  |  |                      |  |  |                     |  |
|                                 |   | Pierre Torras               | ?              |  |  |       |  |  |                      |  |  |                     |  |
|                                 |   | Pierre Torras               | ?              |  |  |       |  |  |                      |  |  |                     |  |
| Anne-Françoise-Robertine Torras |   | Pierre Torras               |                |  |  |       |  |  |                      |  |  |                     |  |
|                                 |   | Anne-Jeanne-Louise Gardelle | ?              |  |  |       |  |  |                      |  |  |                     |  |
|                                 |   | Anne-Jeanne-Louise Gardelle | ?              |  |  |       |  |  |                      |  |  |                     |  |
|                                 |   | Anne-Jeanne-Louise Gardelle | ?              |  |  |       |  |  |                      |  |  |                     |  |
| Anne Casimir Pyrame de Candolle |   | Anne-Jeanne-Louise Gardelle |                |  |  |       |  |  |                      |  |  |                     |  |
|                                 | ? | ?                           |                |  |  |       |  |  |                      |  |  |                     |  |
|                                 | ? | ?                           |                |  |  |       |  |  |                      |  |  |                     |  |
|                                 | ? | ?                           |                |  |  |       |  |  |                      |  |  |                     |  |
| Jean-Jacques Kunkler            | ? |                             |                |  |  |       |  |  |                      |  |  |                     |  |
|                                 |   | ?                           | ?              |  |  |       |  |  |                      |  |  |                     |  |
|                                 |   | ?                           | ?              |  |  |       |  |  |                      |  |  |                     |  |
|                                 |   | ?                           | ?              |  |  |       |  |  |                      |  |  |                     |  |
| Jeanne-Victoire-Laure Kunkler   |   | ?                           |                |  |  |       |  |  |                      |  |  |                     |  |
|                                 |   | ?                           | ?              |  |  |       |  |  |                      |  |  |                     |  |
|                                 |   | ?                           | ?              |  |  |       |  |  |                      |  |  |                     |  |
|                                 |   | ?                           | ?              |  |  |       |  |  |                      |  |  |                     |  |
| Anne-Sophie Rigaud              |   | ?                           |                |  |  |       |  |  |                      |  |  |                     |  |
|                                 |   | ?                           | ?              |  |  |       |  |  |                      |  |  |                     |  |
|                                 |   | ?                           | ?              |  |  |       |  |  |                      |  |  |                     |  |
|                                 |   | ?                           | ?              |  |  |       |  |  |                      |  |  |                     |  |
|                                 |   | ?                           |                |  |  |       |  |  |                      |  |  |                     |  |

| C.DC. è l'abbreviazione standard utilizzata per le piante descritte da Casimir de Candolle. Consulta l'elenco delle piante assegnate a questo autore dall'IPNI. |